# Morning Musume

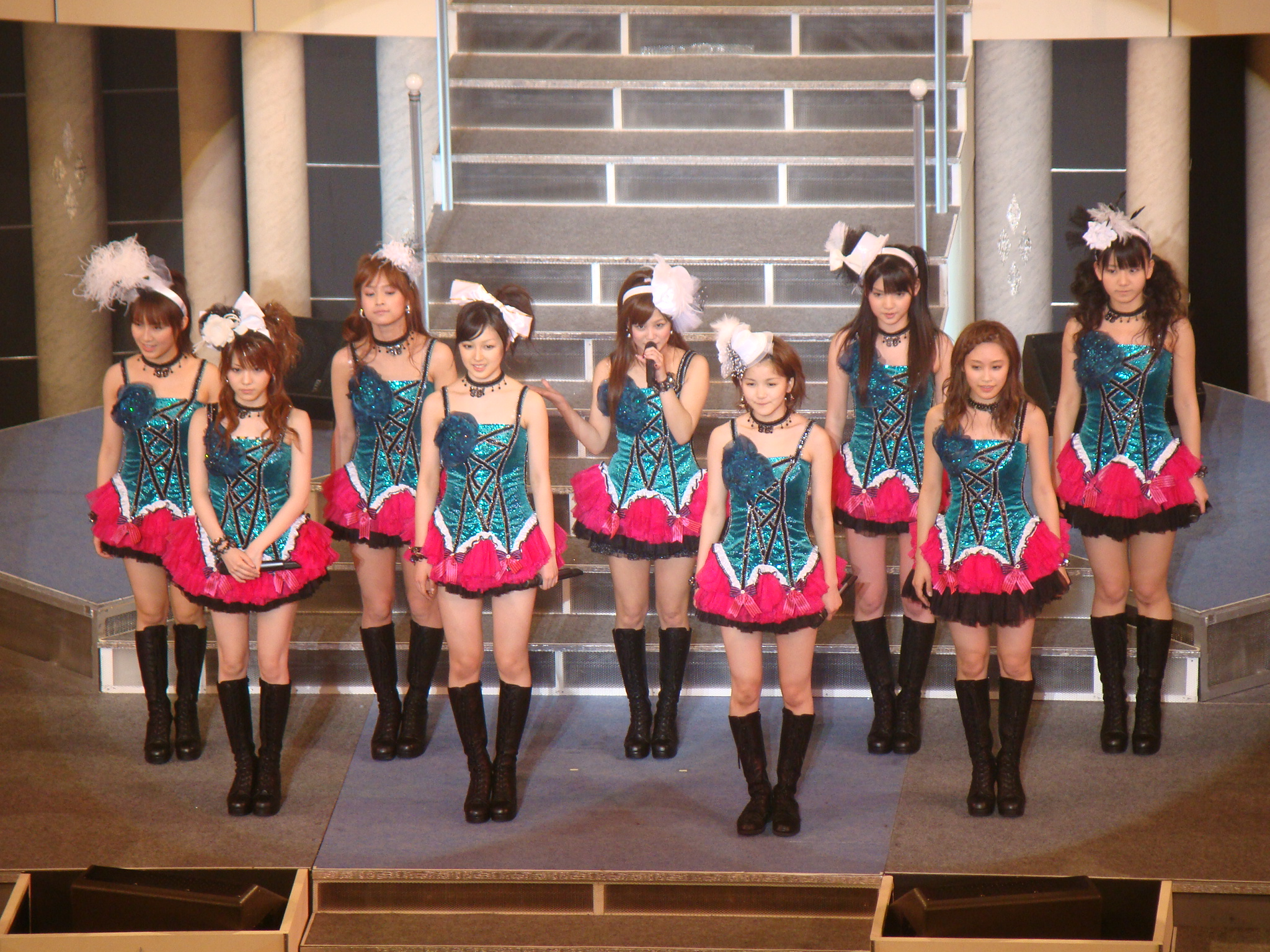
Morning Musume 2009

Morning Musume, grup femení de J-POP (pop japonès). La seva abreviatura és MoMusu (o MM).
Members:
- Miki Nonaka (2014–)
- Maria Makino (2014–)
- Rio Kitagawa (2019–)
- Homare Okamura (2019–)
- Mei Yamazaki (2019–)
- Rio Sakurai (2022–)
- Haruka Inoue (2023–)
- Ako Yumigeta (2023–)

## Història

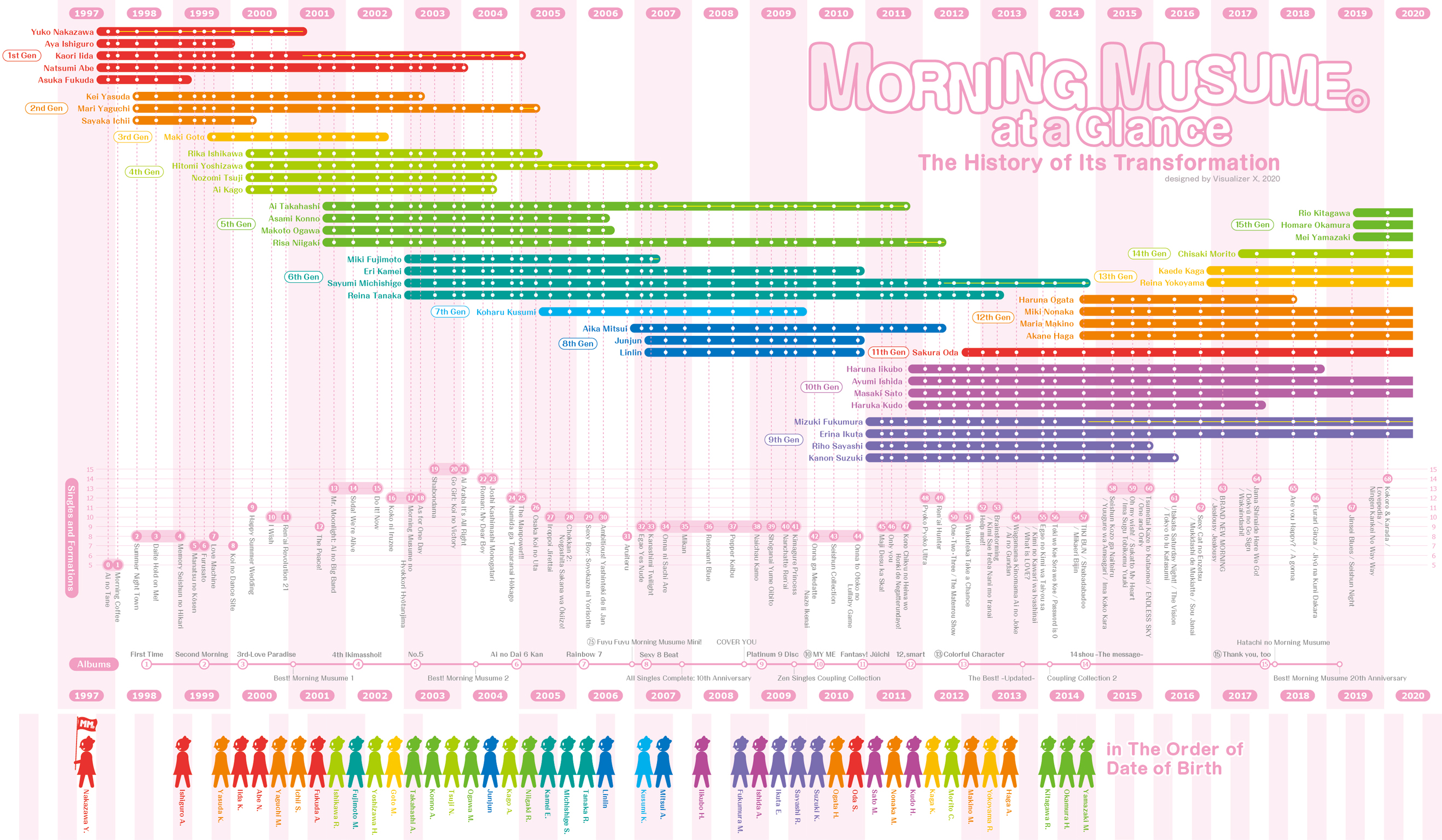
Member's change and singles history

L'any 1997, el vocalista del famós grup japonès SharanQ, Tsunku, organitzà unes audicions per tal d'escollir una noia per promoure-la com una popstar. Moltísimes noies s'hi van presentar. Va guanyar Heike Michiyo. D'unes altres cinc noies, que van mostrar molt de talent, va néixer el projecte Morning Musume, format originalment per Kaori Iida, Natsumi Abe, Yuko Nakazawa, Aya Ishiguro i Asuka Fukuda. Per tal de consolidar-se com a grup, haurien de vendre 50.000 còpies del single "Ai no tane" en 5 dies. A Nagoya ho van aconseguir, i a partir d'aquí comença la seva carrera juntes.
Van anar fent més singles, com "Morning Coffee", i se'ls hi va unir més noies. Cada cop que un grup pasa les audicions i s'hi uneix, se'n diu generació. I cada cop que algú surt del grup per seguir amb una carrera de solista, se'n diu graduació.